# Eisenbahnbrücke Hochheim

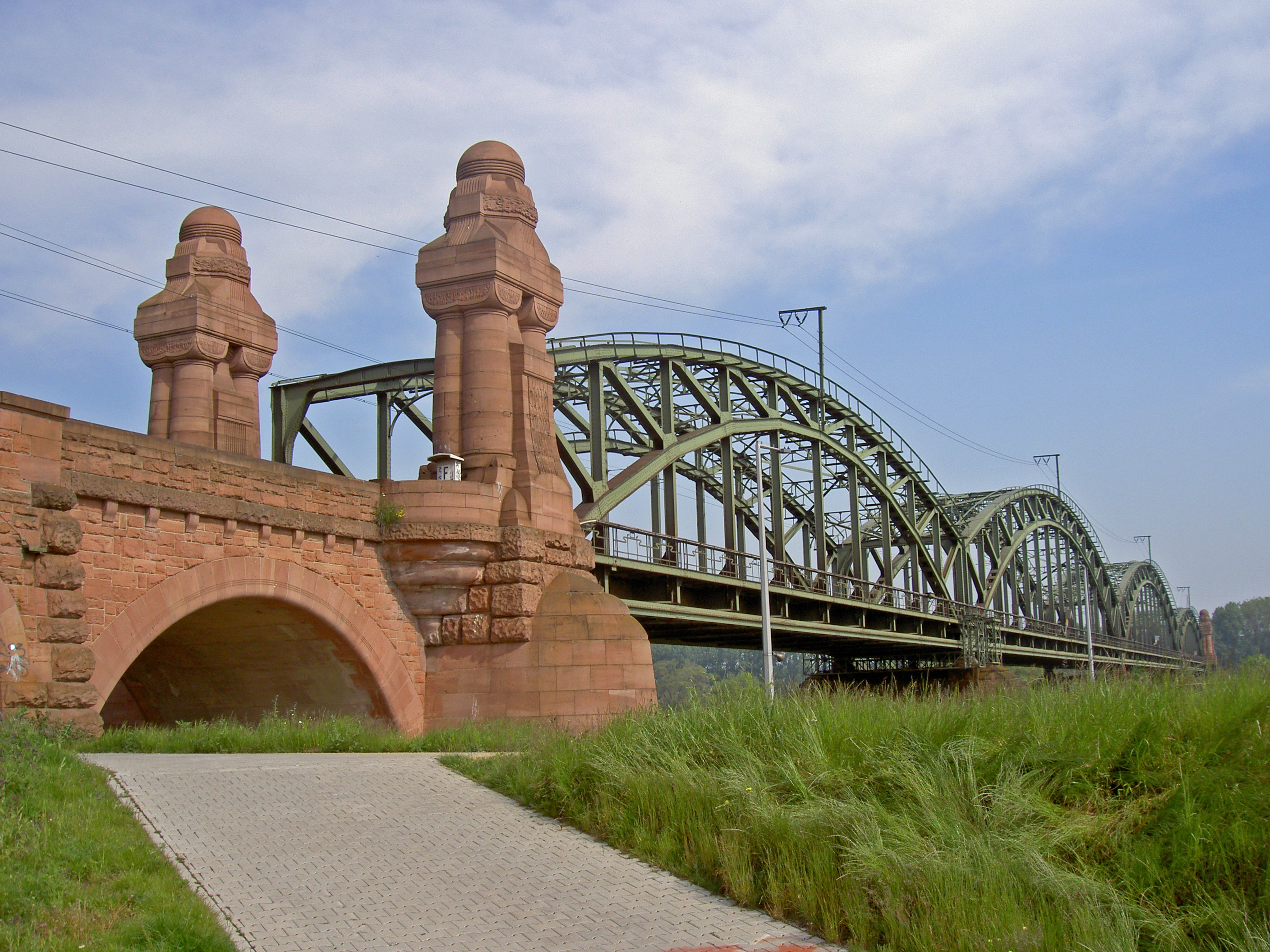
Das südliche Brückenende

Die Eisenbahnbrücke Hochheim (auch als Kostheimer Brücke bezeichnet) ist eine zweigleisige Eisenbahnbrücke zwischen den südhessischen Orten Hochheim am Main und Gustavsburg, die bei Stromkilometer 3,530 den Main überspannt. Das Bauwerk liegt zwischen den Streckenkilometern 10,338 und 10,899 und ist zusammen mit der Kaiserbrücke Teil der elektrifizierten Umfahrung von Mainz. Die Brücke ist ein Kulturdenkmal nach dem Hessischen Denkmalschutzgesetz.

## Bezeichnung
Für das Bauwerk sind unterschiedliche Bezeichnungen belegbar. Auf einer Informationstafel an der südlichen Vorlandbrücke, die im Rahmen der Route der Industriekultur Rhein-Main angebracht wurde, steht der Name Hochheimer Brücke. Abweichend davon wird in der Literatur Kostheimer Brücke verwendet. Als Begründung dazu wird die Vorrangstellung Kostheims angeführt, obwohl der nördliche Brückenkopf in der Hochheimer Gemarkung liegt, während im Süden die Brücke auf Bischofsheimer Gemarkung endet und zum Bahnhof Mainz-Bischofsheim führt.
Zwischen Mainz-Kostheim und Ginsheim-Gustavsburg gibt es eine Straßenbrücke die den Main überquert und ebenfalls als Kostheimer Brücke bezeichnet wird.

## Geschichte

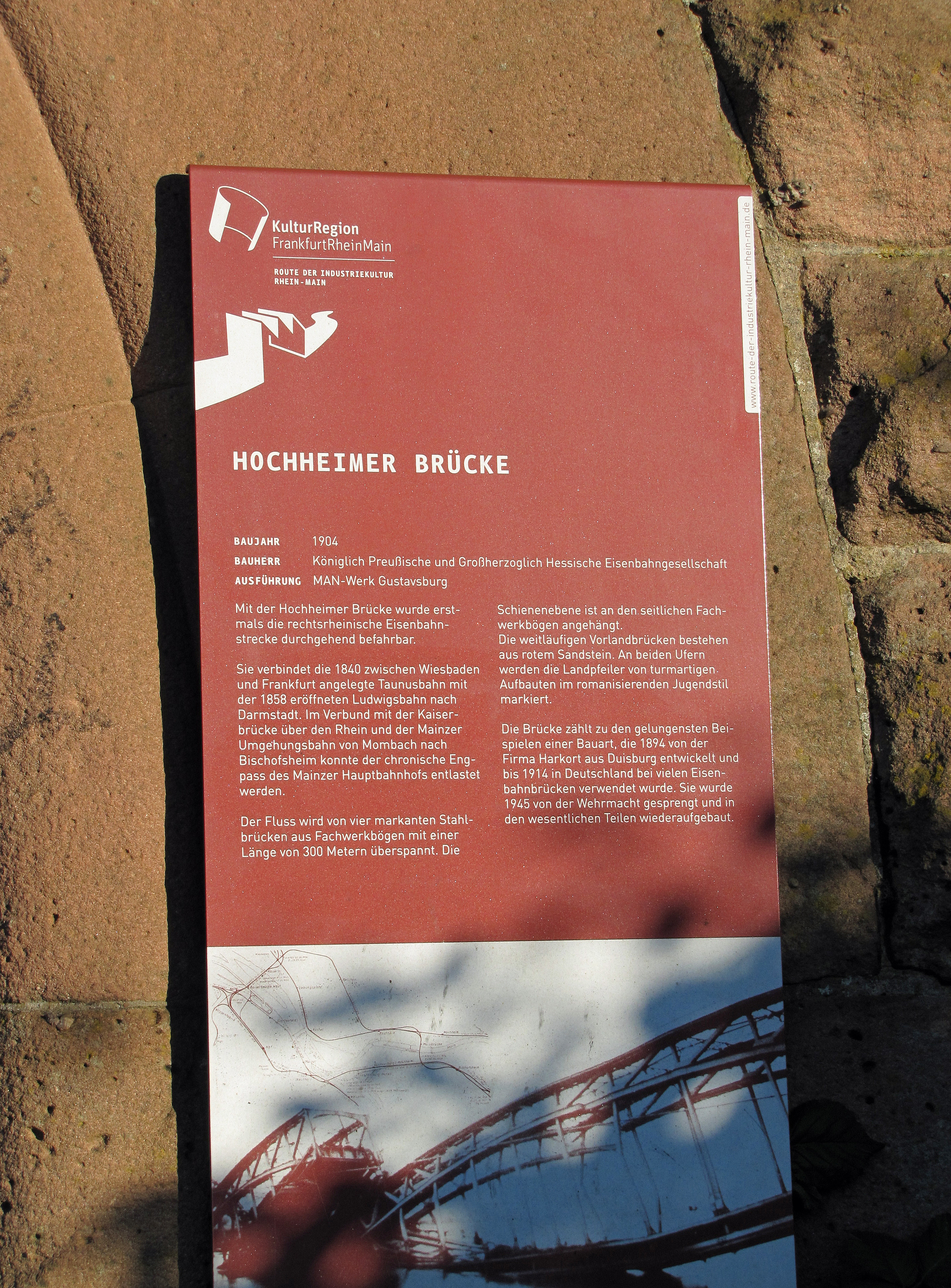
Infotafel

Die Stahlfachwerk-Bogenbrücke wurde 1902–1904 von der Preußisch-Hessischen Eisenbahngemeinschaft für die Mainzer Umgehungsbahn errichtet und am 2. Mai 1904 in Betrieb genommen. Mit ihrem Bau und der gleichzeitigen Inbetriebnahme der Mainzer Kaiserbrücke, die ebenfalls zur Umgehungsbahn gehört, wurde der Mainzer Hauptbahnhof deutlich entlastet.
Für die stählernen Überbauten kam ein Bautyp zur Ausführung, den die Duisburger AG für Eisen-Industrie und Brückenbau vorm. Johann Caspar Harkort bereits 1894 entwickelt hatte, und der bis zum Beginn des Ersten Weltkriegs bei einer Reihe von Eisenbahnbrücken in Deutschland zur Anwendung kam. Mit der Herstellung und der Montage der Überbauten wurde die Brückenbauanstalt der MAN in Gustavsburg beauftragt. 1909 wurde zwischen dem Betriebsbahnhof Kostheim und dem Bahnhof Bischofsheim an der Brücke eine Blockstelle errichtet, die die Bezeichnung Blockstelle Mainbrücke erhielt.
Die Brücke wurde 1936 erheblich verstärkt.
Gegen Ende des Zweiten Weltkriegs wurde die Brücke 1945 von der Wehrmacht gesprengt und teilweise zerstört. Sie wurde nach Kriegsende in den wesentlichen Teilen wiederaufgebaut und 1947 wieder in Betrieb genommen. 2020 wurde sie renoviert und acht Widerlager wurden ersetzt.
Die Brücke verbindet die Taunusbahn zwischen Frankfurt am Main und Wiesbaden auf der nördlichen Mainseite mit der Hessischen Ludwigsbahn, zwischen Mainz, Darmstadt und Aschaffenburg und der Mainbahn von Bischofsheim nach Frankfurt am Main auf der südlichen Mainseite.

## Konstruktion
Das 561 Meter lange Bauwerk besteht aus einer stählernen Strombrücke und beidseitig anschließenden, gemauerten, gewölbten Vorlandbrücken. Die Strombrücke überspannt auf einer Länge von 293 Metern den Main. Sie besteht aus vier zweigleisigen Überbauten, die als Bogenfachwerkträger mit Zugband ausgebildet sind und leicht unterschiedliche Längen, der längste misst 82 Meter, haben. An ihnen ist die Schienenebene aufgehängt. Pfeiler aus rotem Sandstein tragen die Überbauten. Aus diesem Material sind auch die Widerlager an beiden Enden der Brücke errichtet, die mit ihren gebündelten, turmartigen Aufbauten in romanisierendem Jugendstil eine monumentale Wirkung entfalten. Bauzeitbedingt sind die großen Formen der Brücke im Stil der Neoromanik gestaltet, zahlreiche Details im Jugendstil, so z. B. die Brückengeländer. Ein erheblicher Teil dieser ursprünglichen Gestaltung ist erhalten.